# IPhone 12 Pro
iPhone 12 Pro và iPhone 12 Pro Max là bộ đôi điện thoại thông minh thuộc dòng iPhone được Apple ra mắt vào ngày 13 tháng 10 năm 2020, cùng với bộ đôi iPhone 12 và iPhone 12 Mini. Bộ đôi này là phiên bản kế nhiệm của bộ đôi iPhone 11 Pro và iPhone 11 Pro Max với nhiều sự nâng cấp. Giá bán khởi điểm của iPhone 12 Pro và iPhone 12 Pro Max là 999 đô la Mỹ và 1099 đô la Mỹ. Apple cho phép khách hàng đặt trước iPhone 12 Pro từ ngày 16 tháng 10 năm 2020 và iPhone 12 Pro Max từ ngày 6 tháng 11 năm 2020.

## Đổi mới

### Kích thước
Kích thước màn hình của bộ đôi này có sự thay đổi so với bộ đôi tiền nhiệm. iPhone 12 Pro tăng kích thước từ 5.8 inch lên 6.1 inch, trong khi đó iPhone 12 Pro Max tăng từ 6.5 inch lên 6.7 inch. Hai thiết bị mới này cũng có kích thước mỏng hơn đáng kể so với iPhone 11 Pro và 11 Pro Max.

### Cấu hình
iPhone 12 Pro và iPhone 12 Pro Max được trang bị Apple A14 Bionic.

### Thiết kế
iPhone 12 Pro và iPhone 12 Pro Max quay trở lại sử dụng ngôn ngữ thiết kế vuông vức sắc cạnh có từ iPhone 4 đến iPhone SE.
iPhone 12 Pro và 12 Pro Max có 4 tùy chọn về màu sắc: 
| Màu sắc | Tên gọi      |
| ------- | ------------ |
|         | Silver       |
|         | Graphite     |
|         | Gold         |
|         | Pacific Blue |

## Thông số kỹ thuật

### Phần mềm
iPhone 12 Pro và iPhone 12 Pro Max xuất xưởng với phiên bản iOS 14 và hiện tại vẫn được hỗ trợ tới phiên bản iOS 18.5

## Dòng sản phẩm
| Dòng thời gian của các mẫu iPhone         |
| ----------------------------------------- |
| Xem thêm: Timeline of Apple Inc. products |

Nguồn: Apple Newsroom Archive